# 浜村駅
浜村駅（はまむらえき）は、鳥取県鳥取市気高町勝見にある西日本旅客鉄道（JR西日本）山陰本線の駅である。

## 歴史
駅が開設された当時の所在地は気高郡正条村大字勝見で、大字浜村ではなかったが駅名は浜村となった。これは当時の村長だった田中直治が浜村出身であり、密に浜村停車場にするようにと鉄道官吏と結託して決定したためである。
- 1907年（明治40年）4月28日：官設鉄道鳥取仮停車場 - 青谷駅間延伸時に開設[1]。客貨取扱開始[1]。
- 1909年（明治42年）10月12日：線路名称制定、山陰本線所属となる。
- 1970年（昭和45年）12月1日：貨物取扱廃止[1]。
- 1985年（昭和60年）3月14日：荷物扱い廃止[1]。
- 1987年（昭和62年）4月1日：国鉄分割民営化に伴い、JR西日本の駅となる[1]。
- 2020年（令和2年）3月14日：無人駅化[3][4]。
- 2025年（令和7年）3月15日：ICカード「ICOCA」の利用が可能となる[5][6]。

## 駅構造

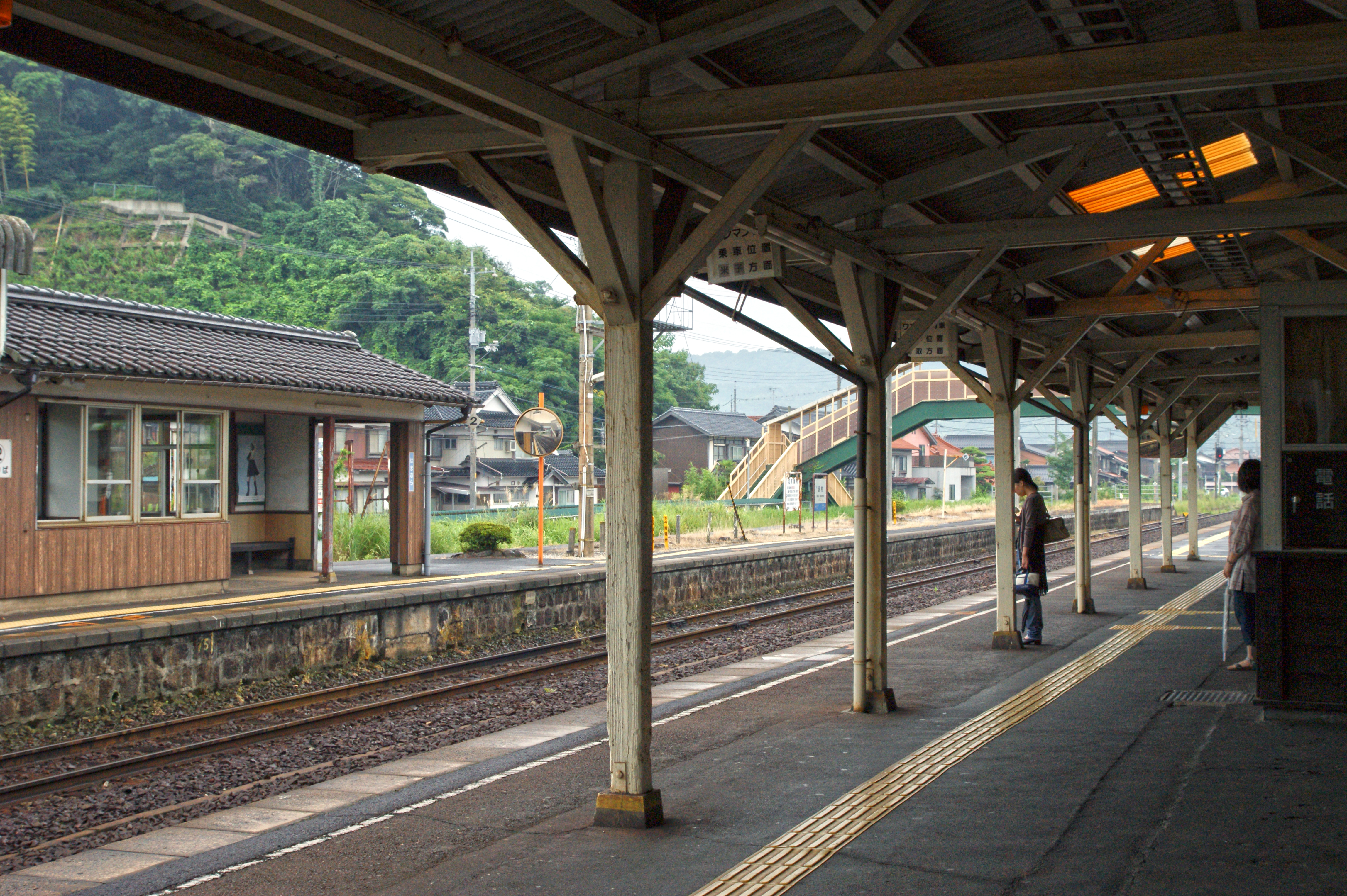
ホーム（2008年9月）

相対式ホーム2面2線を有する地上駅。駅舎は1番のりば側にあり、両ホームは跨線橋で連絡している。以前は単式・島式ホーム2面3線であったが、2003年、鳥取県鉄道高速化事業に伴い鳥取寄り分岐について1線スルー化工事が行われ、通過列車が1番線（単式側）を通過するようになった。同時に、3番線（上下副本線）を撤去し、1番線を上下本線、2番線を上下副本線とした2面2線となった。木造駅舎を備える。
無人駅で、駅舎内に自動券売機が設置されている。

### のりば
| のりば | 路線     | 方向 | 行先           |
| ------ | -------- | ---- | -------------- |
| 1・2   | 山陰本線 | 上り | 鳥取・浜坂方面 |
| 1・2   | 山陰本線 | 下り | 倉吉・米子方面 |

付記事項
- 通過列車及び行違いを行わない停車列車は上下線共に1番のりばを通る。
- 反対方向からの通過列車と行違いを行う停車列車は、上下線共に2番のりばに停車する。
- 停車列車同士の行違いの場合は、鳥取方面行（上り）が1番のりば、米子方面行（下り）が2番のりばに入る。

## 利用状況
「鳥取市統計要覧」によると、2020年度の年間乗車人員は14.3万人で、1日平均乗車人員は392人と算出出来る。
近年の乗車人員の推移は以下の通り。
| 年度   | 年間 乗車人員 | 1日平均 乗車人員 |
| ------ | ------------- | ---------------- |
| 2010年 | 19.6万        | 537              |
| 2011年 | 19.2万        | 525              |
| 2012年 | 19.2万        | 526              |
| 2013年 | 18.9万        | 518              |
| 2014年 | 17.3万        | 474              |
| 2015年 | 17.2万        | 470              |
| 2016年 | 16.9万        | 463              |
| 2017年 | 17.0万        | 466              |
| 2018年 | 17.0万        | 466              |
| 2019年 | 17.0万        | 464              |
| 2020年 | 14.3万        | 392              |

## 駅周辺

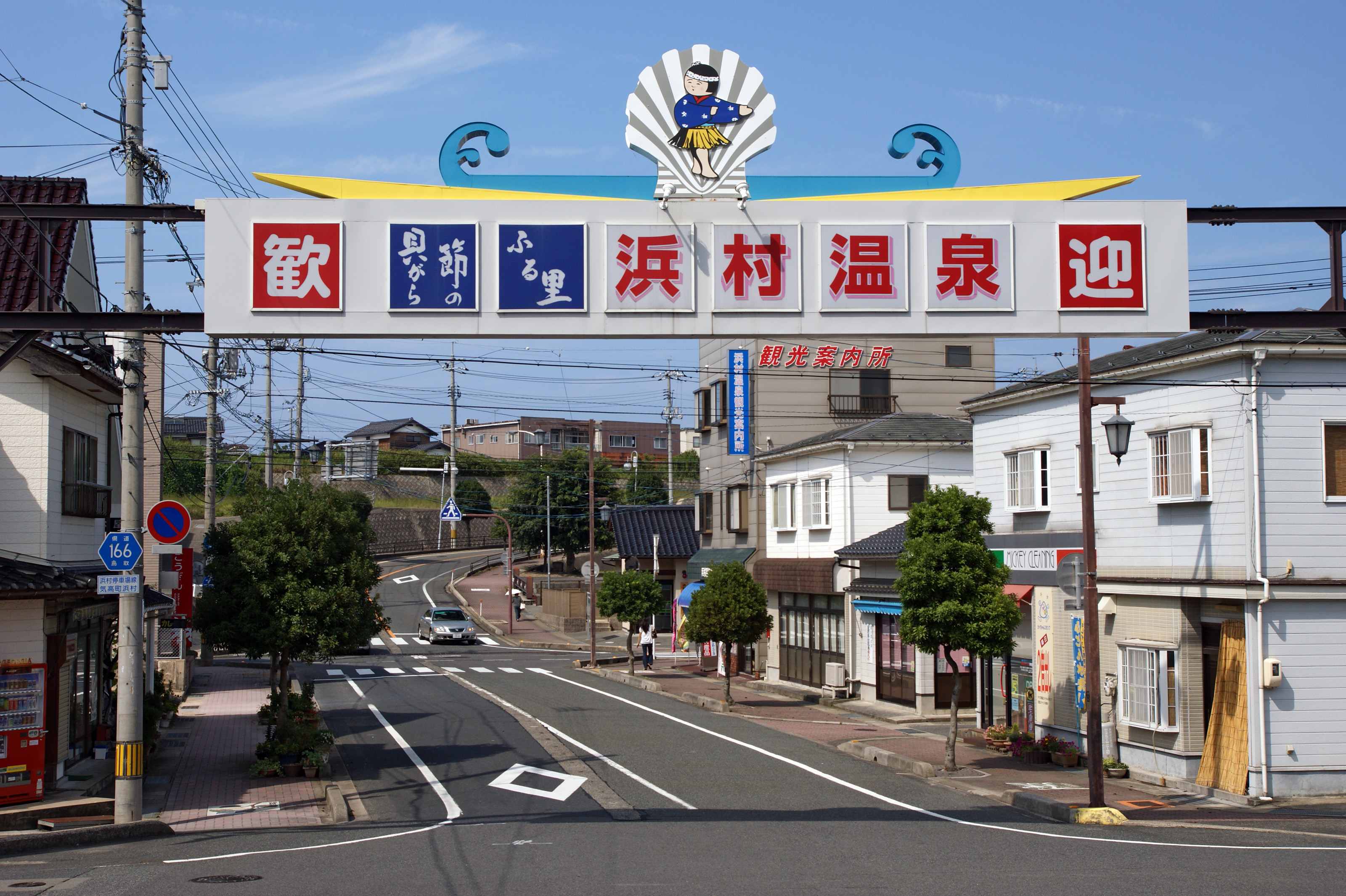
駅前にある看板

当駅は旧・気高町の中心駅である。駅前が温泉街となっている。
- 浜村温泉観光案内所
- 気高町総合支所
- 浜村警察署
- 浜村警察署浜村駐在所
- 浜村郵便局
- 鳥取銀行 浜村支店
- 山陰合同銀行 浜村支店
- 鳥取信用金庫 気高支店
- 鳥取市立気高図書館
- 鳥取市立浜村小学校
- 鳥取県道32号郡家鹿野気高線
- 鳥取県道166号浜村停車場線

## 隣の駅
西日本旅客鉄道（JR西日本）
 山陰本線
■快速「とっとりライナー」（上り）
鳥取大学前駅 ← 浜村駅 ← 青谷駅
■快速「とっとりライナー」（下り）・■普通
宝木駅 - 浜村駅 - 青谷駅